# Хищникът 2
„Хищникът 2“ (на английски: Predator 2) е американски фантастичен-екшън филм на режисьора Стивън Хопкинс, излязал по екраните през ноември 1990 година. В главната роля е Дани Глоувър.
Филмът е продължение на успешния филм „Хищникът“ (1987) с Арнолд Шварценегер.

## Актьорски състав
- Дани Глоувър – Лейтенант Майк Хариган
- Гари Бъзи – Специален агент Питър Кейс
- Мария Кончита Алонсо – Детектив Леона Кантръл
- Бил Пакстън – Детектив Джери Ламбърт
- Елпидия Карило – Ана
- Кевин Питър Хол – Хищникът
- Адам Болдуин
- Рубен Блейдс
- Робърт Дейви

## Подзаглавия
- Silent. Invisible. Invincible. The Ultimate Hunter. – Тих. Невидим. Непобедим. Съвършеният ловец.
- Hunting season opens again... – Ловният сезон отворен отново...
- The Ultimate Hunter. – Съвършеният ловец.
- This time he's coming to a different kind of jungle — Този път той идва в различен вид джунгла.
- This Time... Los Angeles, 1997. – Този път... Лос Анджелис 1997
- He's In Town With A Few Days To Kill — Той е в града за да убие няколко дни.

## Филми от поредицата за „Хищникът“
- Хищникът (Predator, 1987)
- Хищникът 2 (Predator 2, 1990)
- Пришълецът срещу Хищникът (Alien vs. Predator, 2004)
- Пришълците срещу Хищника 2 (Aliens vs. Predator: Requiem, 2007)
- Хищници (Predators, 2010)
- Хищникът (The Predator, 2018)
- Хищникът: Плячка (Prey, 2022)
- Хищникът: Опасна зона (Predator: Badlands, 2025)